# Selección de baloncesto sub-18 de Checoslovaquia
La selección de baloncesto sub-18 de Checoslovaquia era un equipo de baloncesto de Checoslovaquia. Representó al país en competiciones internacionales masculinas de baloncesto sub-18.

## Participaciones

### Campeonato Europeo de Baloncesto Masculino Sub-18
| Año   | Pos.              |
| ----- | ----------------- |
| 1964  | 5°                |
| 1966  | 4°                |
| 1968  | 10°               |
| 1970  | 8°                |
| 1972  | 5°                |
| 1974  | 9°                |
| 1978  | 7°                |
| 1980  | 8°                |
| 1982  | 7°                |
| 1984  | 6°                |
| 1986  | 8°                |
| 1988  | Medalla de bronce |
| 1990  | 11º               |
| Total | 13/13             |